# Sebastian Bieniek
Sebastian Bieniek (Czarnowąsy, Lengyelország, 1975. április 24. – 2022. február 9.) német rendező, művész, fotográfus és szerző.

## Életpályája
Gyermekkorát Lengyelországban töltötte, 13 éves kora előtt ő és családja Németországba emigráltak. A művészet, különösen festészet iránti érdeklődése már fiatal korában megmutatkozott. 20 éves korára már számos kiállításon részt vett. Ezt követően a Braunschweigi Művészeti Egyetemen tanult fotográfiát, majd a Berlini Művészeti Egyetemen szerzett művészeti mesterdiplomát. Ugyanitt készítette el első videóit is. Ezután külföldön dolgozott, Rennes-ben, ahol megkapta a francia–német ifjúsági program gyakornoki ösztöndíját, ahol számos munkája készült. 2002-ben megkezdte tanulmányait a Német Film- és Tévéakadémián. 2011-ben megjelent a REALFAKE című könyve.

## Könyvei
- 2011: REALFAKE. Berlin,  ISBN 978-3-942835-35-0

## Filmek
- 2002: Zero
- 2003: Nix mit Schuhen
- 2003: Entschuldigung Laterne
- 2003: Anamnesia
- 2004: Sand
- 2005: Zucker (Sugar)
- 2006: Gerade aus
- 2007: A játékos (Die Spieler)
- 2008: Silvester Home Run